# 掃羅級潛艇
掃羅級潛艦（Sauro class submarine；或譯「蘇諾級」、「沙洛級」）、為義大利海軍使用的常規柴電動力潛艦。由意大利芬坎特里造船公司設計在蒙法爾科內鎮的造船廠製造。1980年至1995年間、以四個系列（亞型、改良型）分三批建造完成、正式投入義大利海軍服役。其中1988年就役的Ⅲ型在升級作戰系統，之後的系列Ⅳ進行了各項裝備更新等。較早期的Ⅰ及Ⅱ型在2003年逐漸除役，並且由與德國技術合作及在意大利建造的212A級潛艇，作為取代掃羅級的下一代潛艦。

## 概述
掃羅級潛艦是由1960年代量產服役的托蒂級潛艦改良放大，並引進美國研發的HY-80高張力鋼板作為船殼材料，因此掃羅級的安全潛航深度增加到300公尺，並且改用七葉片螺旋槳，可減低航行時產生空穴的噪音。
掃羅級的量產可以細分為四個批次，第一與第二批次的技術規格相同。第三批次為了應對蘇聯海軍的現代化潛艦，因此將船體增加50公分，並將潛艦作戰系統更換為可以採用電子訊號整合潛艦導航、聲納與電子情報搜尋資訊、目標指示與追蹤功能的SACTIS作戰系統，提升潛艦作戰效率。
第四批次原訂計畫為掃羅級後續改良型潛艦，代號S90，S90潛艦的滿載排水量將近3,000噸，且將安裝義大利海軍與Maritalia合作開發，以柴油為動力來源的水下絕氣推進系統。但是Maritalia公司後來破產，加上蘇聯解體，冷戰結束，國防預算大幅縮減的情況下S90計畫中止。為了維持水下戰力義大利海軍在1990年代訂購了第四批次的掃羅級潛艦。第四批次綜整了過去掃羅級的使用經驗並加以改良，船體比第三批次又增加2公尺，並重新布置感應器的安裝位置。在此批次的艦艇導入了消音瓦，降低全艦噪音製造量。

## 外銷失敗
掃羅級的設計源自1960年代的托蒂級，為主要在地中海及亞德里亞海活動的意大利海軍而設計，由於意大利半島有眾多海灣及水深較淺，所以掃羅級被設計成適合在狹窄及淺水水域中活動，並具備一定的遠洋操作能力。但是意大利在二戰後缺乏潛艦外銷記錄，而且掃羅級的設計、性能及價格與主要競爭對手相比，如西德的209級潛艇及法國的奧古斯塔級潛艇，掃羅級並無突出之處。芬坎蒂尼集團曾經使用掃羅級競逐多個國家的潛艦採購案的競標，可是在國際潛艦市場上都鎩羽而歸。其中在1980年代後期甚受注目的澳洲潛艦採購案，澳洲皇家海軍為淘汰妖王級向國際潛艇設計廠商招標，芬坎蒂尼集團以放大版的掃羅級參與競標，可是該提案不但敗於最終成為柯林斯級潛艇基礎設計的瑞典471型潛艦，更被澳洲評審機關稱為性能還不如將要被替換的妖王級，成為最早出局的設計方案。
2001年美國同意向台灣出售8艘潛艦，但行政院為中華民國海軍編列有購買8艘新潛艦的三項軍購案在第五屆及第六屆立法院遭到當時以中國國民黨為首的在野泛藍陣營立委連番抵制及退回69次，到2007年軍購案雖在黨團協商後獲通過，但採購潛艦的預算被刪除，海軍期盼已久的8艘新潛艦被泛藍陣營作為政治鬥爭的工具而落空。由於中華民國海軍購買新潛艦的預算於2002年已受阻於立法院的政治鬥爭且難有突破，美國方面曾經建議中華民國海軍考慮採購外國海軍的二手潛艦，當時考慮的對象是義大利海軍在1980年代起服役的8艘掃羅級潛艇，最早建成的4艘當時已經逐漸除役，另外較後期服役的4艘如有國家願意接手，也可分批從意大利海軍除役及移交，如中華民國政府同意採購二手的掃羅級潛艦，美國可以出面代購，經美國廠商翻新後再轉交給台灣，可是中華民國海軍認為最早服役的4艘掃羅級，艦齡比現有的劍龍級潛艦更舊，掃羅級的基本設計及性能也沒有比正在使用中的兩艘荷蘭潛艦好，所以沒有接受這項提議。阿拉伯聯合大公國海軍據報亦曾經考慮購買除役的掃羅級潛艦，建立該國的潛艦部隊，但最後沒有下文。

## 同型艦
| 番號                   | 艦名                                                          | 建造地               | 動工                 | 下水                 | 服役                 | 退役                 |                      |
| 納扎里奧掃羅 系列Ⅰ-Ⅱ   | 納扎里奧掃羅 系列Ⅰ-Ⅱ                                          | 納扎里奧掃羅 系列Ⅰ-Ⅱ | 納扎里奧掃羅 系列Ⅰ-Ⅱ | 納扎里奧掃羅 系列Ⅰ-Ⅱ | 納扎里奧掃羅 系列Ⅰ-Ⅱ | 納扎里奧掃羅 系列Ⅰ-Ⅱ | 納扎里奧掃羅 系列Ⅰ-Ⅱ |
| ---------------------- | ------------------------------------------------------------- | -------------------- | -------------------- | -------------------- | -------------------- | -------------------- | -------------------- |
| S 518                  | 納扎里奧掃羅號 Nazario Sauro                                  | 蒙法尔科内           | 1974年6月27日        | 1976年10月1日        | 1980年2月12日        | 2002年5月1日         |                      |
| S 519                  | Carlo Fecia di Cossato號 Carlo Fecia di Cossato               | 蒙法尔科内           | 1975年11月15日       | 1977年11月16日       | 1979年11月5日        | 2005年4月1日         |                      |
| S 520                  | 列奧納多達芬奇號 Leonardo Da Vinci                            | 蒙法尔科内           | 1978年6月8日         | 1980年10月20日       | 1981年10月23日       | 2010年6月30日        |                      |
| S 521                  | 馬可尼號 Guglielmo Marconi                                    | 蒙法尔科内           | 1979年10月23日       | 1980年9月20日        | 1982年9月11日        | 2003年10月1日        |                      |
| 薩爾瓦托佩洛西 系列Ⅲ   |                                                               |                      |                      |                      |                      |                      |                      |
| S 522                  | 薩爾瓦托佩洛西號 Salvatore Pelosi                             | 蒙法尔科内           | 1985年7月23日        | 1986年11月29日       | 1988年7月14日        |                      |                      |
| S 523                  | 朱利安普里尼號 Giuliano Prini                                 | 蒙法尔科内           | 1987年7月30日        | 1987年12月12日       | 1989年5月17日        |                      |                      |
| 普里莫隆戈巴爾多 系列Ⅳ |                                                               |                      |                      |                      |                      |                      |                      |
| S 524                  | 皮克雷爾號 Primo Longobardo                                   | 蒙法尔科内           | 1991年12月19日       | 1992年6月20日        | 1993年12月14日       |                      |                      |
| S 525                  | Gianfranco Gazzana-Priaroggia號 Gianfranco Gazzana-Priaroggia | 蒙法尔科内           | 1992年11月12日       | 1993年6月26日        | 1995年6月12日        |                      |                      |

## 外部連結
- CLASSE SAURO - SAURO CLASS (SSK) （页面存档备份，存于） (英文版)
- 美國有力人士居間斡旋　台灣採購義製潛艇--新台灣新聞週刊[永久]
- 美國防新聞週刊：台將宣布自製潛艦--自由時報2009-4-15
- 關於掃羅級潛艇的各種項目 (英文)